# Floyd Cramer
Floyd Cramer (27 de outubro de 1933 — 31 de dezembro de 1997) foi um pianista americano, considerado um dos arquitetos do "Nashville Sound". Trabalhou como músico de sessão, gravou e excursionou com Elvis Presley e lançou diversos trabalhos solo, como os singles "Last Date", que alcançou o 2° lugar da Billboard Hot 100 em 1960, e "On the Rebound",  que chegou ao topo das paradas musicais britânicas em 1961.
Cramer morreu de câncer de pulmão em 1997, aos 64 anos. Em 2003, teve seu nome incluído no Hall da Fama do Rock and Roll.